# ابدی‌وساگی، اگاسورن
ابدی‌وساگی، اگاسورن (به لاتین: Abdiuşağı, Ağaçören) یک  Köy  در ترکیه است که در aksaray province واقع شده‌است.